# 黄建平 (1962年)
黄建平 (1962年11月—)，中国科学院院士，兰州大学教授，主要从事半干旱区气候变化机制等方面的研究工作。担任《中国科学：地球科学》、《高原气象》等杂志编委，入选中华人民共和国教育部2008年度"长江学者"特聘教授。
黄建平祖籍福建漳平。
1978年，黄建平毕业于西宁七中。
1978年9月至1982年7月，就读于南京气象学院，获得大气探测专业和天气动力专业双学士学位。1984年9月至1986年8月，在中国科学院兰州高原大气物理研究所攻读硕士学位，主修气象学。1986年9月至1988年12月，在兰州大学攻读博士学位,是丑纪范院士的第一个博士研究生，主修天气动力学。1988年12月至1990年11月，在北京大学进行博士后研究，研究方向为气候学。
1990年12月至1992年11月，在北京大学地球物理系担任副教授。1992年12月至1995年3月，在美国得克萨斯农工大学担任访问学者。1995年4月至1996年10月，在加拿大多伦多大学担任访问学者。1996年11月至2000年7月，在加拿大环境总署气象中心担任研究员。2000年8月至2003年2月，在美国AS&M/美国国家航空航天局朗利研究中心担任高级研究员。
2003年3月，在兰州大学担任特聘教授、博士生导师。2004年至2018年11月，担任兰州大学大气科学学院院长。2007年，获得国家杰出青年科学基金。2010年5月至今，担任半干旱气候变化教育部重点实验室主任。2019年8月，担任西部生态安全省部共建协同创新中心主任。
2021年，黄建平当选中国科学院院士。